# زیردریایی بوزییرس (کیو۱۷۹)
زیردریایی بوزییرس (کیو۱۷۹) (به انگلیسی: French submarine Bévéziers (Q179)) یک زیردریایی بود که طول آن ۹۲٫۳۰ متر (۳۰۲ فوت ۱۰ اینچ) بود. این زیردریایی در سال ۱۹۳۵ ساخته شد.